# Limenitis fabricia
Limenitis fabricia är en fjärilsart som beskrevs av Hans Fruhstorfer 1915. Limenitis fabricia ingår i släktet Limenitis och familjen praktfjärilar. Inga underarter finns listade i Catalogue of Life.